# Will Ribeiro
Will Ribeiro (Recife, 17 de fevereiro de 1983) é um ex-lutador brasileiro de MMA, e faixa marrom em luta livre esportiva.

## Biografia
Nascido em Recife, se mudando para o Rio de Janeiro aos cinco anos de idade, Will Ribeiro foi criado junto de seus três irmãos por sua mãe e avó, sem nunca ter conhecido seu pai. Após o falecimento de sua mãe, Will e sua família tiveram de batalhar para se manter, e aos 20 anos, Ribeiro iniciou sua carreira como lutador para ajudar no sustento de sua família.
Will, que começou seu treinamento no boxe aos 17 anos, començou a ganhar atenção por suas conquistas no esporte, sendo pentacampeão estadual consecutivo no estado do Rio de Janeiro, também conquistando títulos importantes, como a Copa Brasil de Boxe e o Torneio de São Paulo Eder Jofre. Ribeiro foi escolhido para entrar na equipe olímpica de boxe do Brasil, em Santo André, São Paulo.

## Carreira no MMA
Após um começo bem sucedido em eventos de luta no Brasil, Will Ribeiro ganhava renome em sua categoria, de até 60 kg. Will foi contratado pela World Extreme Cagefighting, estreando contra o lutador norte-americano Chase Beebe, ganhando por decisão dos juízes.  Após esta luta, Will enfrentou Brian Bowles, sendo finalizado por uma guilhotina no terceiro round. Will fazia parte de muitos rankings de sua categoria, e era o nono melhor lutador de até 60 kg pelo site americano Sherdog.

## Acidente e reabilitação
Em 16 de dezembro de 2008, Ribeiro sofreu um acidente de motocicleta. A época, o lutador se preparava no Brasil para a disputa pelo cinturão da categoria do evento WEC. Will estava a bordo de sua motocicleta, sem capacete, parado e conversando com amigos na calçada em frente a uma padaria, quando sua moto foi atingida de rebarba por uma colisão entre dois automóveis na esquina das ruas Torres Homem e Barão de São Francisco, na saída do túnel Noel Rosa, localizado no bairro carioca de Vila Isabel. Testemunhas oculares que prestaram socorro ao lutador descreveram o acidente como uma fatalidade, porém frizaram que os motoristas que o causaram evadiram-se do local do acidente sem prestar o devido socorro ao atleta. Na queda, Will, que fora arremessado a uma altura de cerca de 2 metros do solo, sofreu um choque direto com a cabeça no meio fio da calçada, o que causou-lhe traumatismo craniano. Ele foi internado em estado de coma, sofreu perda de massa encefálica, e perdeu a visão em um de seus olhos. Os médicos deram 50% de chances de que Will acordasse de seu coma.  No dia 23 de dezembro, os médicos afirmaram que Will não havia despertado do coma, mas que sua condição estava melhorando, porém havia sequelas motoras nos membros superior e inferior esquerdos. Este acidente efetivamente encerrou a carreira de Will Ribeiro como lutador de Artes Marciais Mistas, que era o 7º melhor lutador de sua categoria, de acordo com o ranking do site MMAWeekly Worldwide.
Em dezembro de 2010, foi feito um evento da Shooto Brasil, com toda a renda destinada para o tratamento de Will Ribeiro. O representante da Shooto Brasil, André Pederneiras, decidiu organizar o evento para levantar fundos para o tratamento de cranioplastia de Will.   Em maio de 2011, Will Ribeiro passou pela cirurgia, que foi um sucesso, e desde então, ele trabalha como instrutor de boxe e árbitro lateral em eventos de MMA.  Ele também trabalha com projetos sociais no Rio de Janeiro, ensinando boxe para crianças carentes.

## Cartel no MMA
| Cartel no MMA   |             |            |
| 12 lutas        | 10 vitórias | 2 derrotas |
| Por nocaute     | 5           | 0          |
| Por finalização | 2           | 1          |
| Por decisão     | 3           | 1          |

| Res.    | Cartel | Oponente                  | Método                                | Evento                         | Data                    | Round | Tempo | Local                  | Notas |
| ------- | ------ | ------------------------- | ------------------------------------- | ------------------------------ | ----------------------- | ----- | ----- | ---------------------- | ----- |
| Derrota | 10-2   | Brian Bowles              | Finalização (guilhotina)              | WEC 37                         | 3 de dezembro de 2008   | 3     | 1:11  | Las Vegas, Nevada      |       |
| Vitória | 10-1   | Chase Beebe               | Decisão (dividida)                    | WEC 34                         | 1 de junho de 2008      | 3     | 5:00  | Sacramento, Califórnia |       |
| Vitória | 9-1    | André Lobo                | KO (socos)                            | Shooto - Brazil 5              | 26 de janeiro de 2008   | 1     | 0:09  | Rio de Janeiro         |       |
| Vitória | 8-1    | William Vianna            | KO (soco)                             | Shooto - Brazil 4              | 27 de outubro de 2007   | 3     | N/A   | Rio de Janeiro         |       |
| Vitória | 7-1    | D'Angelo de Souza Vieira  | KO (joelhada no corpo)                | Conquista Fight 3              | 12 de maio de 2007      | 1     | 0:16  | Brasil                 |       |
| Derrota | 6-1    | Erinaldo Pitbull          | Decisão (unânime)                     | Shooto - Brazil 11             | 24 de março de 2007     | 3     | 5:00  | Rio de Janeiro         |       |
| Vitória | 6-0    | D'Angelo de Souza Vieira  | Decisão (dividida)                    | Top Fighter MMA 2              | 25 de outubro de 2006   | 3     | 5:00  | Rio de Janeiro         |       |
| Vitória | 5-0    | Daniel Siqueira           | KO (socos)                            | Juiz de Fora - Fight 3         | 8 de abril de 2006      | 1     | N/A   | Juiz de Fora           |       |
| Vitória | 4-0    | Washington dos Anjos      | Finalização (socos)                   | Submission PC: Pantanal Combat | 10 de fevereiro de 2006 | 2     | 2:01  | Cuiabá                 |       |
| Vitória | 3-0    | Luis Rogério de Agostinho | TKO (pedalada no corpo)               | Minotauro Fights 1             | 21 de maio de 2005      | 1     | 4:00  | Macapá                 |       |
| Vitória | 2-0    | Dini Dini                 | Decisão (unânime)                     | IMVT - Iron Man Vale Tudo      | 10 de janeiro de 2004   | 3     | 5:00  | Macapá                 |       |
| Vitória | 1-0    | Gabriel Barros            | Finalização (estrangulamento lateral) | Conquista Fight 1              | 20 de dezembro de 2003  | 2     | 4:05  | Vitória da Conquista   |       |

## Ligações Externas
- Página oficial
- Cartel Profissional no MMA